# Liparis loeselii
Liparis loeselii es una especie de orquídea originaria de Europa, el este de  Estados Unidos y este de Canadá. Crece en pantano y dunas pantanosas.

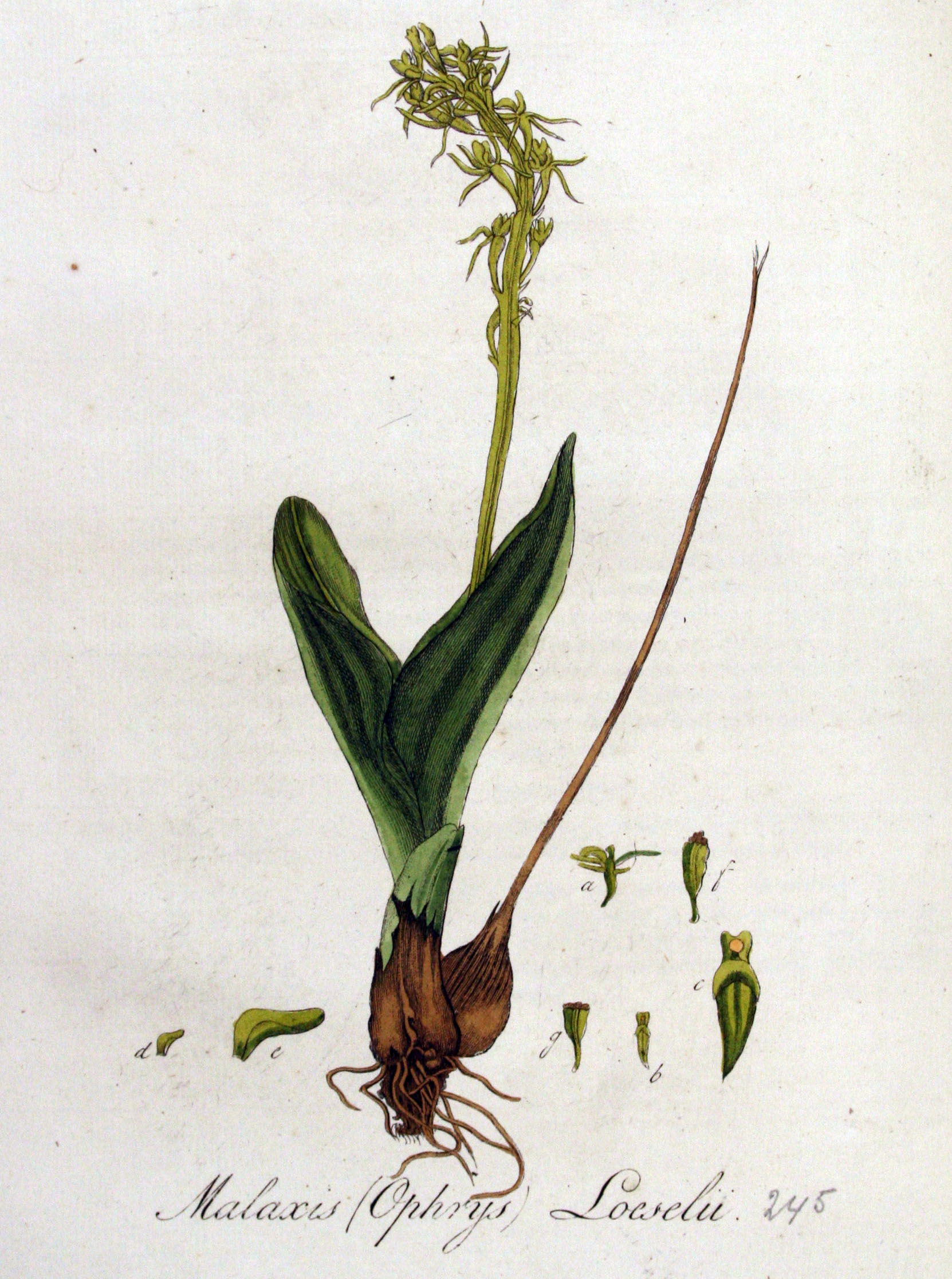
Ilustración

## Descripción
Es una hierba perenne, hemicriptofito pequeño, oligotrófico, rizomatosa, de verde por completo y con un tamaño de 6 a 25 cm de altura. Tiene dos hojas basales que son oblongas , elípticas a ovadas, en apariencia elípticas, brillantes con escamas alrededor de los pseudobulbos. La inflorescencia en la parte superior, termina con un pico corto de pequeñas flores de color verde amarillento. La inflorescencia está suelta y con 2-15, a veces 18 flores mirando hacia arriba. Florece a finales de mayo a principios de julio.
Los pétalos y sépalos se encuentran en un plano horizontal y formar tubos delgados. El ovario es vertical, un poco complicado, de 6 mm de largo, con un pedicelo corto.

## Taxonomía
Liparis loeselii fue descrita por  (L.) Rich. y publicado en De Orchideis Europaeis Annotationes 38. 1817.
El nombre binomial esta planta fue inicialmente Ophrys loeselii, propuesto por el naturalista y botánico sueco Carl von Linné (1707 - 1778) en una publicación de 1753, posteriormente modificada a la actualmente aceptada (Liparis loeselii), propuesto por el botánico francés Rich. (1754 - 1821) en la publicación, De Orchideis Europaeis Annotationes 1817.
Etimología
Liparis; nombre genérico latíno que deriva del griego Liparos (λιπαρός) que significa "grasa, rico o brillante." Este nombre se refiere a la textura (sensación) de las hojas de estas plantas: que se producen casi aceitosas y brillantes.
loeselii: epíteto en honor del  médico y botánico alemán Johannes Loesel (1607-1655), profesor de medicina en  Königsberg.
Sinonimia
| - Ophrys loeselii L. - Ophrys trigona Gilib. - Ophrys pulchella Salisb. - Cymbidium loeselii (L.) Sw. - Malaxis loeselii (L.) Sw. - Serapias loeselii (L.) Hoffm. - Malaxis correana W.P.C. Barton - Malaxis longifolia W.P.C. Barton - Pseudorchis loeselii (L.) Gray | - Anistylis lutea Raf. - Sturmia loeselii (L.) Rchb. - Liparis correana (W.P.C. Barton) Spreng. - Paliris loeselii (L.) Dumort. - Mesoptera loeselii (L.) Raf. - Orchis loeselii (L.) MacMill. - Liparis bifolia St.-Lag. - Leptorkis loeselii (L.) MacMill. - Liparis loeselii var. ovata Ridd. ex Godfery |